# あわもえ
『あわもえ』は、かつてちゅらプランニングが企画し、請福酒造が製造・販売していた泡盛及び泡盛ベースのリキュールである。
『琉Q大戦 はぶ×まん』という沖縄が舞台の架空のアニメのキャラクター商品という設定で企画され、泡盛が2010年2月11日に発売された。宣伝には沖縄のローカルアイドルユニットシャノワ〜ル☆が起用されていた。

## 商品
萌える★泡盛 琉Q銘酒あわもえ★
請福酒造（石垣市）との共同開発商品。アルコール度数25度、720ミリリットル瓶入りの泡盛。「琉Qモンスタートレカ」が同梱されている。
萌える★泡盛リキュール あわもえ 沖縄県産シークワーサー篇
「あわもえ」の第二弾。アルコール度数17度、720ミリリットル瓶入りの泡盛ベースのシークワーサーリキュール。「琉Qモンスタートレカ」が同梱されている。